# Selo pri Mirni
Selo pri Mirni je naselje u slovenskoj Općini Mirna. Selo pri Mirni se nalazi u pokrajini Dolenjskoj i statističkoj regiji Jugoistočnoj Sloveniji. 

## Stanovništvo
Prema popisu stanovništva iz 2002. godine naselje je imalo 59 stanovnika.